# Sosibio da Taranto
Sosibio (in greco antico: Σωσίβιoς?, Sosibios; Taranto, ... – ...; fl. III secolo a.C.) è stato un militare greco antico.

## Biografia
Originario di Taranto, fu il capitano delle guardie del corpo di Tolomeo Filadelfo, dal 283 al 246 a.C. re d'Egitto. Di lui parla Flavio Giuseppe nella sua opera "Antichità giudaiche".
Non è improbabile che fosse il nonno di Sosibio, ministro di Tolomeo IV.